# Fort Thomas (Arizona)
Pour les articles homonymes, voir Fort Thomas.
Fort Thomas est une communauté non incorporée et une census-designated place du comté de Graham, dans l'État de l'Arizona, aux États-Unis. En 2020, elle compte une population de 319 habitants.